# Joey Beltram
Joey Beltram (født 6. november 1971) er en Techno-producer/dj fra USA.